# MC Dricka
MC Dricka, née en 1998, est une chanteuse brésilienne de funk carioca célèbre en tant que femme noire des banlieues ouvertement lesbienne. Elle est surnommée « Reinha dos Fluxos » (reine des flux).

## Biographie
Fernanda Andrielli Nascimento Dos Santos est née le 7 octobre 1998 à Vila Nova Cachoeirinha, un quartier de la banlieue nord de São Paulo. En 2013, elle abandonne l'école et commence à s'investir dans le militantisme de gauche.
En 2021, elle est la seule artiste brésilienne présente aux BET Awards à Times Square. Elle signe avec la maison de disque Som Livre la même année.
En 2023, MC Dricka se produit à la marche des fiertés de Capão Redondo.

## Musique
La musique de MC Dricka, dès ses débuts en 2019, est remarquée parce qu'elle utilise le même ton direct et agressif que les MC masculins.
Ses sources d'inspiration musicales sont notamment MC Marcelly, MC Carol, Tati Quebra Barraco, Ivete Sangalo, Joelma, et Anitta. Son style funk est aussi mêlé de trap. Elle collabore avec Arca.
En 2021, elle sort une version bregafunk de Ai calica qui s'inspire en partie de TZ da Coronel (pt) et qui connaît une certaine popularité sur TikTok.
Bien que MC Dricka se vante dans plusieurs chansons d'exploits sexuels hétéros, elle s'exprime régulièrement dans la presse sur ses relations avec des femmes, et elle sort en 2024 son album Sapatão (qui signifie gouine), annonçant qu'elle souhaite voir davantage de représentation de la sexualité lesbienne dans la musique brésilienne. Selon elle, le meilleur moyen pour cela est de monter un label LGBT.